# Franz Ernst Theodor Funk
Franz Ernst Theodor Funk (* 21. September 1768 in Neuen-Rhese/Mecklenburg-Strelitz; † 13. Januar 1820 in Berlin) war ein preußischer Baubeamter und Strombaumeister.

## Werdegang
Franz Ernst Theodor Funk wurde 1786 als Feldmesser und 1795 als Baumeister bei der Oberbaudeputation in Berlin geprüft. Bis 1797 arbeitete er beim Wasserbau in der Provinz Brandenburg und wurde dann als Landbaumeister in Minden angestellt. 1809 erhielt er von der Regierung des Königreichs Westphalen eine Anstellung als Strombaumeister der Weser. Nach Auflösung des Königreichs Westphalen trat er 1815 in preußische Dienste, erst als Mitarbeiter, ab 1816 als Mitglied und Geheimer Oberbaurat in die Oberbaudeputation. Während seiner 13-jährigen Amtszeit leitete er wichtige Bauarbeiten, besonders im Strombau an der Oder, Elbe und Weser und auf den Salinen in Westphalen. Er hatte die Leitung bei der Schiffbarmachung der Saale von Weißenfels bis Halle, der Schiffbarmachung der Lippe, der Verbindung der Lippe mit der Ems und wichtiger Bauten am Rhein und an der Ruhr.

## Schriften
- Beyträge zur Allgemeinen Wasser-Baukunst, oder Ausführliche Beschreibung der Grossen und Zahlreichen Hydrometrischen Versuche: Welche in der Weser und Werre, Hauptsächlich im Bezirk des Fürstenthums Minden, zur Bereicherung und Berichtigung der Hydrotechnischen Wissenschaften Angestellt Sind, Lemgo 1808
- Versuch Einer auf Theorie und Erfahrung Gegründeten Darstellung der Wichtigsten Lehren der Hydrotechnik, Vol. 1: Von der Bewegung des Wassers in Strom-und Flussbetten Handelnd, 1820